# Антарктика (роман Голстрьом)
«Антарктида» — роман 2013 року шведської письменниці Йозефіни Голстрьом.
В романі йдеться про Гертруду, яка їде досліджувати Антарктиду, в групу, до якої входить чоловік із її минулого. Паралельно зображено Гертруду з фатальної експедиції Роберта Скотта Тера Нова на Південний полюс, що відбулась на 100 років раніше.
Роман став дебютом Голстрьом і був номінований на премію Катапульта.

## Відгуки
У газеті Göteborgs-Posten Мікаела Бломквіст писала: «Антарктида — це роман про горе, але я щаслива, коли читаю його». Бломквіст схвалила ясність прози та зосередженість історії і зробила висновок: «Там, де мандрівка Роберта Фалькона Скотта та Гертруди досягає своєї кінцевої точки, подорож Голстрьом лише розпочалася». Манс Хіршфельдт (швед. Måns Hirschfeldt) в Kulturnytt схарактеризував історію як «форму 1A» в жанрі, але похвалив те, як Голстрьом використовувала полярні описи у творі: «Він стає кульгавим і тупим і, швидше за все, дуже білим, і це, безумовно, відповідає цьому жанру».
Арвід Юрджакс назвав роман оригінальним, але написав: «Голстрьом насправді не стримує мого інтересу в очікуванні закінчення, навіть якщо доріжки розміщені вздовж дороги, глибше в ландшафт, який Голстрьом влучно називає „серцем світла“». Йоганна Ґредфорс Оттесен писала, що вступ «буде незначною основою стосовно формату[прояснити]. Можливо, це тому, що ретельно змальовані та очевидно добре вивчені екологічні описи полярної станції та епічних рівнин розтягнуті — красиво, але, можливо, за рахунок уповільнення перебігу подій». І далі: «Темп, якого не вистачає у вступі, знову з'являється у кінці книги, оскільки текст Голстрьом пливе крізь сніг та гострий лід, коли нині Гертруда та Скотт потрапляють у кінцеве місце призначення, коли холодні дихання зустрічаються та розчиняються одне в одному — то лід горить як вогонь, то букви полум'ять. Тоді це справді добре».